# Pribina

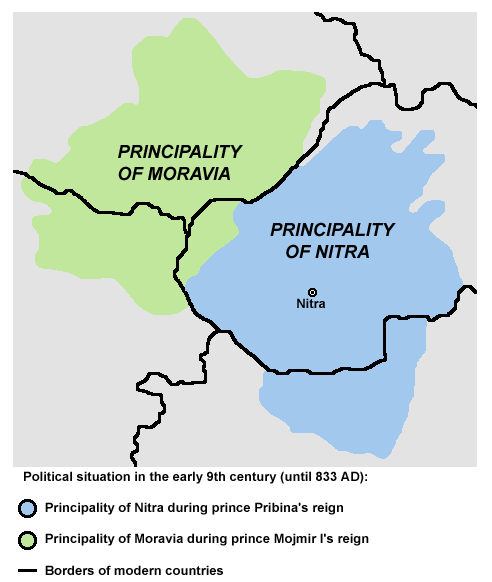

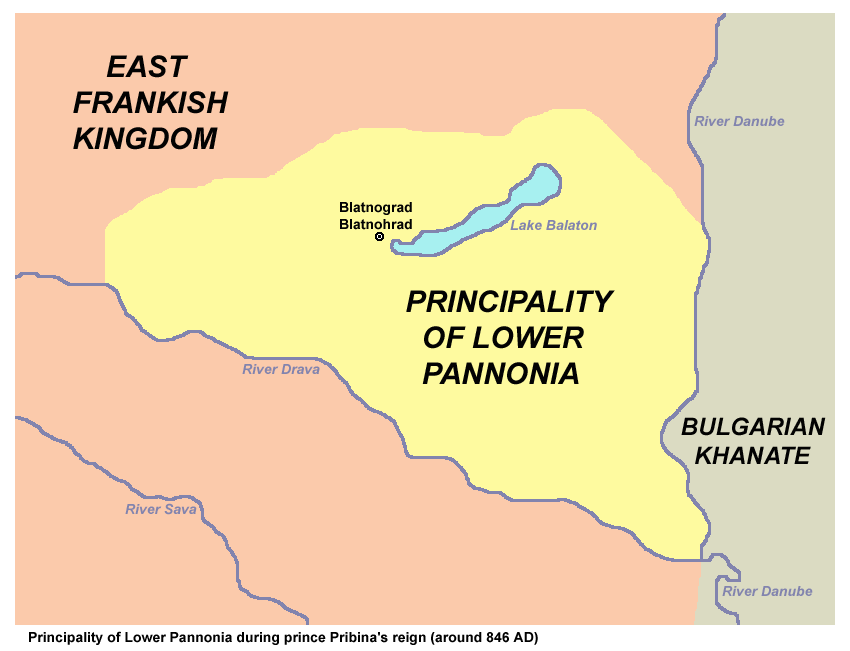

Pribina (znany również z frankijskich kronik jako Priwina, bądź Privina) – pierwszy znany władca księstwa nitrzańskiego (825–833/836) oraz księstwa błatneńskiego (840–861).

## Życiorys
Głównym źródłem traktującym o życiu księcia Pribiny jest Libellus de conversione Bagoariorum et Carantanorum (Książeczka o nawróceniu Bawarów i Karantan) powstałe w Salzburgu po 870 roku.
Pribina sprawował władzę w słowiańskim księstwie nitrzańskim, zlokalizowanym na terenach dzisiejszej Słowacji i częściowo Węgier. W Nitrze, stolicy księstwa, wybudował kościół pod wezwaniem św. Emerama. Kościół został konsekrowany przez biskupa Adalrama z Salzburga ok. 828 roku. Była to pierwsza znana świątynia chrześcijańska we wschodniej i zachodniej słowiańszczyźnie. Kościół mógł służyć chrześcijańskim kupcom żyjącym w Nitrze lub bawarskiej żonie Pribiny.
W 832 lub 833 r. Pribina został wypędzony z Nitry przez morawskiego księcia Mojmira I. Ziemie nitrzańskie i morawskie zostały zjednoczone przez Mojmira I, tworząc podstawy państwa wielkomorawskiego. Pribina wraz z rodziną schronił się u bawarskiego grafa Ratboda. Razem ze swoim synem Kocelem został ochrzczony w obecności króla wschodniofrankijskiego Ludwika II Niemieckiego. Przez pewien czas gościł u grafa Ratboda. W późniejszym okresie podjął się misji pozyskania Bułgarów w celu odzyskania utraconego księstwa. Nie znalazł wśród nich sojuszników dla podjętych przez siebie działań. W 847 roku, dzięki poparciu Ratboda, król Ludwik II Niemiecki nadał mu w lenno ziemie w Panonii. Dzięki temu Pribina stał się wasalem króla wschodniofrankijskiego.
Pribina utworzył z nadanych ziem nowe państwo Księstwo Błatneńskie. W celu wzmocnienia obronności swojej domeny wybudował kilka ufortyfikowanych grodów na terenie których lokował kościoły. Książę założył również nową stolicę Błatnograd (Blatnohrad, później Mosapurc, również Moosburg) obecnie wieś Zalavár. W 861 roku książę Pribina wsparł państwo wschodniofrankijskie w wojnie z państwem wielkomorawskim (jako wasal miał ten obowiązek). Poległ w trakcie prowadzonej kampanii. Władzę w marchii objął jego syn Kocel.

## Kontrowersje naukowe
Powyższe informacje są informacjami krążącymi w powszechnym obiegu popularnonaukowym, niekiedy w dość uproszczonej formie (a część z nich to domysły i wymysły). Choć nie ma powodów do kwestionowania historyczności postaci Pribiny i tego, że był znaczącą osobą w ówczesnej polityce regionalnej, badacze zwracają uwagę na wiele nieścisłości i nowych danych burzących znaczną część dotychczas przyjmowanych hipotez dotyczących Pribiny i jego działalności.
Przede wszystkim nie ma żadnych danych (ani historycznych, ani archeologicznych) potwierdzających istnienie takiego tworu politycznego, jak "księstwo nitrzańskie" przed połową IX w. Jest to dość wrażliwy problem, dotykający głównie historiografii słowackiej. Koncepcja "księstwa nitrzańskiego" (jako swojego rodzaju mitycznego poprzednika Słowacji) lansowana była głównie w latach 60.-70. XX w. i podbudowana była ideami o charakterze nacjonalistycznym. Podstawami naukowymi jego stworzenia było założenie istnienia szeregu potężnych grodów wybudowanych już pod koniec VIII w. Koncepcja ta zakładała także nagły i zupełny upadek Kaganatu awarskiego na skutek uderzenia frankijskiego w 796 r., co miało umożliwić natychmiastową budowę organizmu politycznego i obronnego "księstwa nitrzańskiego". Najnowsze badania archeologiczne wskazują, że z szeroko zakrojoną akcją budowania grodów  na obszarze zachodniej Słowacji (w tym Pobedimia, Bojnej i Majcichova) mamy do czynienia dopiero w 2. poł. IX w., a zwłaszcza pod jego koniec, a więc w okresie panowania Świętopełka – wtedy też w źródłach pisanych pojawia się określenie "regnum" na oznaczenie wschodnich obszarów Wielkich Moraw. Powstanie grodu w Nitrze także datowane jest obecnie na połowę IX w.. Najstarsze wczesnośredniowieczne grody w dolinie Nitry (datowane na 2. poł. VIII i początek IX w.) zlokalizowane są głównie w jej środkowym biegu (Prievidza-Hradec, Bojná-Žihľavník, Klátova Nová Ves) i to tam należałoby szukać ewentualnego centrum plemiennego w tym okresie, co jest zrozumiałe ze względu na obecność na południowych przedpolach Nitry Awarów. Badania nad kulturą Awarów na przełomie VIII i IX w. wskazują, że z całkowitym jej rozkładem liczyć się należy dopiero w pierwszej ćwierci IX w..
Ponadto Pribina nigdy w źródłach nie jest określany jako władca Nitry (Nitravy), ani też żaden książę władający jakimkolwiek ludem. Tytuł "dux" (nieprecyzyjnie tłumaczony na języki słowiańskie jako "książę") otrzymał od Ludwika Niemieckiego wraz z lennem w Panonii. Tytuł ten (wymienny z określeniem comes), w królestwie Franków, był w IX w. godnością o charakterze urzędniczo-wojskowym, wówczas jeszcze niedziedziczną, i otrzymywali go wszyscy zarządcy tzw. marchii pogranicznych, do których zaliczała się marchia panońska. Pierwotnym zadaniem Pribiny było zasiedlenie pogranicza i ochrona Bawarii przed ewentualnymi najazdami ze wschodu i północy. W tym celu otrzymał około 842 r. lenno w okolicach Balatonu, a następnie dalsze ziemie na własność (bliżej niezidentyfikowane Valchau). Dopiero w 847 r. otrzymał godność duxa Panonii. Ziemie te były częścią królestwa (wschodnio)frankijskiego od 803 r. i Pribina nie mógł nimi swobodnie rozporządzać. Jako urzędnik mógł w każdej chwili być pozbawiony funkcji i ziemi przez króla wschodniofrankijskiego. Ani przez chwilę Pribina nie był niezależnym władcą.
Przyczyny wypędzenia (exulatio) Pribiny przez Mojmira są nieznane i spekulacje na ten temat oparte na jednym krótkim zdaniu są bezproduktywne. Z równym prawdopodobieństwem Pribina mógł być samodzielnym władcą Nitrawy, jak i mojmirowym namiestnikiem (oznaczałoby to, że ziemie zachodniej Słowacji już wcześniej opanowali władcy morawscy). Pribina, ani jego syn, nigdy potem nie zgłaszali jakichkolwiek pretensji do objęcia władzy w Nitrze lub gdziekolwiek na Morawach (pomimo wielokrotnych możliwości w okresie konfliktów frankijsko-morawskich), czego należałoby oczekiwać od wygnanego księcia. Nitra (Nitrava) nigdzie nie jest określana, jako dziedzictwo Pribiny, a jedynie jego proprietas (majątek).
Także lokalizacja kościoła wybudowanego przez Pribiną jest nieznana. Badania archeologiczne w obrębie katedry św. Emmerama w Nitrze nie wykazały istnienia tam budowli starszej, niż XI w. "Locus Nitrava" wspominany jako miejsce wyświęcenia kościoła w ogóle nie musi oznaczać samej Nitry, może określać tylko obszar leżący nad rzeką Nitrą (podobnie jak Morawa).

## Pribina we współczesnej kulturze
Pribina przez współczesnych Słowaków traktowany jest jako jeden bohaterów historii narodu, pierwszy władca Słowaków, prekursor chrześcijaństwa na Słowacji (choć sam był poganinem). Jest jednym z filarów mitu założycielskiego wspóczesnego narodu i niepodległego państwa (także poprzez jego opozycję do Morawian, utożsamianych współcześnie powszechnie z Czechami). Odwołania do jego postaci znajdziemy na Słowacji na każdym kroku (zwłaszcza w Nitrze), począwszy od patronowania szkołom, ulicom i ogromnej liczbie państwowych oraz prywatnych instytucji i przedsiębiorstw, wydarzeniom kulturalnym, przez znaczki, monety, medale, po nazwy produktów spożywczych (np. serek Pribina i jogurt Pribináček).